# Charlie Bell
|  | Per a altres significats, vegeu «Charlie Bell (desambiguació)». |

Charlie Will Bell III va néixer el 12 de març de 1979 a Flint, Michigan, EUA. És un afroamericà que mesura 1,91 metres i 88 quilos de pes. És jugador de bàsquet professional, i actualment juga com a base/escolta dels Milwaukee Bucks, a l'NBA.